# Zubarah

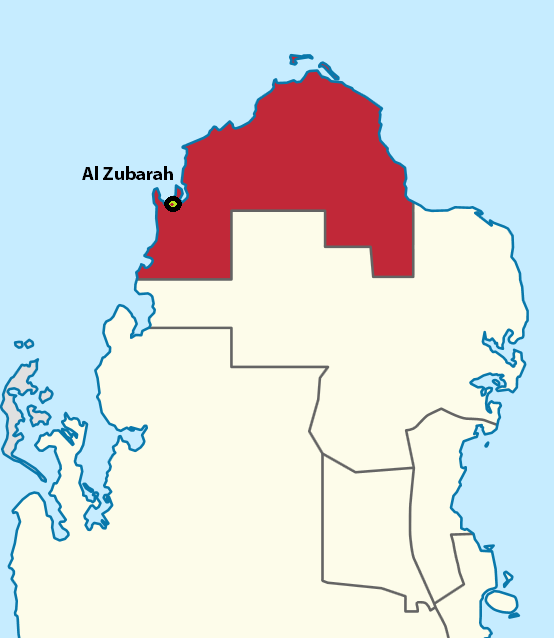
Zubarah

Zubarah (en arabe : الزبارة), aussi orthographié al-Zubarah ou az-Zubarah, est une ancienne ville, abandonnée et en ruine, de la côté nord-ouest du Qatar (à environ 105 km de Doha), dans la subdivision d'Ash Shamal. Elle est cependant relativement bien préservée.
C'est un ancien comptoir et port de pêche (perliculture) du golfe Persique qui a connu son apogée aux XVIIIe et XIXe siècles. Le site est classé au patrimoine mondial de l'UNESCO depuis 2013.

## Architecture
Le fort incarne parfaitement l'architecture typique des forts militaires arabes. Ses murs épais d'un mètre étaient adaptés à la défense contre des envahisseurs et permettaient de garder la fraîcheur à l'intérieur. 